# Люлюнперя, Катри
Катри Люлюнперя (фин. Katri Lylynperä; род. 3 января 1994, Ваммала, Турку-Пори) — финская лыжница, специализирующаяся на спринтерских дистанциях. Бронзовый призёр зимней Универсиады 2019 года в смешанном командном спринте.

## Спортивная карьера
Катри Люлюнперя представляла Финляндию на зимних юношеских Олимпийских играх 2012 года, где её лучшим результатом стало 5-е место в спринте, а также на шести юниорских чемпионатах мира: в 2012, 2013 и 2014 годах соревновалась среди девушек в возрастной группе до 20 лет, а в 2015, 2016 и 2017 — среди девушек до 23 лет.
В марте 2013 года в финском Лахти спортсменка дебютировала в Кубке мира. На первом для себя чемпионате мира, прошедшем там же в 2017 году, приняла участие лишь в одной гонке — квалификационном забеге спринта, но, показав лишь 32-е время, не пробилась в основную сетку. Два года спустя на мировом первенстве ей вновь не удалось показать высокий результат — лишь 45-е место в аналогичной дисциплине.
На Универсиаде 2019 года, прошедшей в Красноярске, приняла участие в двух видах лыжной программы: в личной гонке на 5 км свободным стилем с раздельным стартом показала 5-е время, а в командном спринте вместе с соотечественником Йоонасом Сарккиненом завоевала бронзовую медаль.
На чемпионате мира 2021 года, показав 7-й результат в квалификационном забеге личных спринтерских соревнований, финка успешно преодолела четвертьфинальную стадию, однако время, показанное в полуфинале, не позволило ей побороться в решающем забеге за медали первенства; итог — общее 8-е место.

## Результаты

### Чемпионаты мира по лыжным видам спорта
| Чемпионат мира  | Спринт | Командный спринт | 10 км раздельный старт | 7,5+7,5 км скиатлон | 30 км масс-старт | Эстафета |
| --------------- | ------ | ---------------- | ---------------------- | ------------------- | ---------------- | -------- |
| 2017 Лахти      | 32     | —                | —                      | —                   | —                | —        |
| 2019 Зефельд    | 45     | —                | —                      | —                   | —                | —        |
| 2021 Оберстдорф | 8      | —                | —                      | —                   | —                | —        |

### Кубок Мира

#### Результаты сезонов
| Сезон | Возраст |             |           |        |     | Зачёты туров   | Зачёты туров | Зачёты туров | Зачёты туров     |
| Сезон | Возраст | Общий зачёт | Дистанция | Спринт | U23 | Nordic Opening | Тур де Ски   | Ски Тур 2020 | Финал Кубка Мира |
| ----- | ------- | ----------- | --------- | ------ | --- | -------------- | ------------ | ------------ | ---------------- |
| 2013  | 19      | н/п         | н/п       | н/п    | н/д | —              | —            | н/д          | —                |
| 2014  | 20      | н/п         | н/п       | н/п    | н/д | 78             | —            | н/д          | —                |
| 2015  | 21      | н/п         | н/п       | н/п    | н/п | —              | —            | н/д          | н/д              |
| 2016  | 22      | 88          | н/п       | 56     | 23  | 48             | —            | н/д          | н/д              |
| 2017  | 23      | 108         | н/п       | 79     | 23  | —              | —            | н/д          | —                |
| 2018  | 24      | н/п         | н/п       | н/п    | н/д | 66             | —            | н/д          | —                |
| 2019  | 25      | 89          | н/п       | 57     | н/д | DNF            | —            | н/д          | —                |
| 2020  | 26      | 55          | 86        | 30     | н/д | DNF            | —            | —            | н/д              |
| 2021  | 27      |             |           |        | н/д | 38             | DNF          | н/д          | н/д              |